# Gilles Cantagrel
Pour les articles homonymes, voir Cantagrel.
Gilles Cantagrel est un musicologue, écrivain, conférencier et pédagogue français né le 20 novembre 1937 à Paris.

## Biographie
Issu d'une famille de professeurs mélomanes, il commence l'étude de la musique à 10 ans, et chante dans une maîtrise d'église à partir de 1949, époque à laquelle il découvre Jean-Sébastien Bach. Dans les années 1960, il étudie la physique au Conservatoire des Arts et Métiers, l'histoire de l'art, et la musique à l'École normale de musique et au Conservatoire de Paris. Il pratique aussi l'orgue et la direction chorale. Dès 1964, il s'oriente vers le journalisme et la communication et écrit dans des revues comme Harmonie et Diapason.
Il devient producteur d'émissions radiophoniques en France (à France Musique à partir de 1979) et à l’étranger et dirige les programmes de France Musique entre 1984 et 1987. Il est ensuite vice-président de la commission musicale de l'Union européenne de radio-télévision en 1992, puis conseiller artistique auprès du directeur de France Musique en 1999. 
Il est l'auteur d'une série de films sur l'histoire de l'orgue en Europe (4 DVD). Enseignant, conférencier, animateur, il participe en 1985 à la création du salon de la musique classique Musicora.
Il a été président de l’Association des grandes orgues de Chartres de 2003 à 2008. Il est administrateur d'institutions comme le Centre de musique baroque de Versailles, et membre du conseil de surveillance de la Fondation Bach de Leipzig.
En 2001, il est nommé membre du Haut comité des commémorations nationales. Il en démissionne, avec neuf autres membres sur douze, par une lettre collective publiée dans Le Monde en mars 2018. Ils protestent ainsi contre la décision de la ministre de la culture, Françoise Nyssen, de retirer le nom de Charles Maurras du Livre des commémorations nationales 2018, alors que ce choix avait été préalablement validé,,.
Il a été maître de conférences associé à la Sorbonne à partir de 1998, intervenant au Conservatoire national supérieur de musique de Paris et dans différents conservatoires et universités en France, en Suisse et au Canada. Il donne des conférences en Europe en Amérique du Nord et participe à des jurys de concours internationaux. Il a également créé et animé un pèlerinage en Thuringe et en Saxe intitulé  Sur les traces de Bach qui a permis au fil de vingt et un voyages d'une semaine la découverte du pays de J. S. Bach par près de cinq cents personnes.
Il est chevalier de la Légion d'honneur, commandeur des Arts et des Lettres, croix de l'Ordre du Mérite de la République fédérale d'Allemagne et Distinction d'or de la province de Vienne (Autriche). En 2006, il est élu correspondant de l'Académie des Beaux-Arts.
Expert reconnu du Kantor de Leipzig et de son époque, il participe régulièrement à de nombreux festivals en France, en Suisse et au Québec. Il est élu membre d'honneur(Ehrenmitgliedschaft) de la Neue Bachgesellschaft (nouvelle société Bach) de Leipzig fondée en 1900.
Il a été membre de l'association Presse musicale internationale pendant de nombreuses années.

## Distinctions
- Chevalier de la Légion d'honneur
- Commandeur de l'ordre des Arts et des Lettres

## Publications

### Ouvrages
- avec Harry Halbreich, Le livre d'or de l'orgue français, Paris, Calliope/Marval, 1976, 203 p. (OCLC 2911624, BNF 37441705)
- Guide pratique du discophile (Paris, 1978)
- Dictionnaire des disques (Paris, 1981)
- Bach  en son temps (Paris, 1982), nouvelle édition, revue et augmentée en 1997  (ISBN 2213600074),
- Guide de la musique d'orgue (Paris, Fayard, 1991); édition revue et augmentée : novembre 2012.
- L'Orchestre national de France (avec Claudette Douay), Tours, 1994,
- Guide de la mélodie et du lied (dir. avec Brigitte François-Sappey), Paris, 1994  (ISBN 9782213592107),
- Bach pédagogue, Marsyas (Paris, 1996)
- Le Moulin et la Rivière : Air et variations sur Bach, Paris, Fayard, coll. « Les chemins de la musique », 1998, 664 p. (ISBN 2-213-60128-3, OCLC 467090761, BNF 36709207)À partir de l'analyse des œuvres et des textes, des documents historiques, des traités musicaux, de la théologie, de la rhétorique, etc. (Grand Prix de littérature musicale de l'Académie Charles-Cros, Prix Catenacci de l'Académie des Beaux-Arts).
- Passion Bach, l'album d'une vie (Paris, 2000), évocation du temps, de la vie et de la création de Bach à la lumière de l'iconographie du XVIIIe siècle
- Bach, Ars oratoria, Bach Pilgrimage (Londres, 2000)
- Unter dem Zeichen des Wassers, Triangel (Leipzig, 2000)
- Tempérament, Tonalités, Affects. Un exemple : si mineur, Ostinato Rigore (Paris, 2001)
- Musica e gola, Enciclopedia della Musica (Turin, 2002) - édition en français, Paris, 2004
- Georg Philipp Telemann ou le Célèbre Inconnu  (Genève, 2003-2005), premier livre en français sur ce compositeur  (ISBN 2940310157)
- La Rencontre de Lübeck, Bach et Buxtehude (Paris, 2003)  (ISBN 9782220058085) Nouvelle édition Paris, 2015
- Les plus beaux manuscrits de la musique classique (Paris, 2003)  (ISBN 2-7324-2989-9)
- Le Baroque et le Signe (Lyon, 2004)
- Les plus beaux manuscrits de Mozart (Paris, 2005)  (ISBN 2-7324-3266-0)
- L'Europe du Baroque, ou le Concert des Nations (Paris, 2005)
- Mozart, Don Giovanni, le manuscrit (prix des Muses, Musicora), Paris, 2005  (ISBN 2732432660)
- Dietrich Buxtehude : et la musique en Allemagne du Nord dans la seconde moitié du XVIIe siècle, Paris, Fayard, 2006, 508 p. (ISBN 2-213-63100-X, OCLC 717664442) — prix René Dumesnil de l'Académie des Beaux Arts, prix SACEM/Deauville de la biographie musicale et prix du Syndicat professionnel de la critique de théâtre, de musique et de danse.
- Mozart (Paris, Académie des Beaux Arts, 2007)
- De Schütz à Bach. La musique du baroque en Allemagne (Paris, Fayard, 2008)  (ISBN 2213638322) (OCLC 311743762)
- J.S. Bach, de l'angoisse à la création (Paris, Académie de médecine, 2009)
- Les Cantates de Jean-Sébastien Bach (Paris, Fayard, 2010)  (ISBN 9782213644349)
- J. S. Bach, Passions, Messes et Motets (Paris, Fayard, 2011)  (ISBN 9782213663029)
- Bach, la Chair et l'Esprit, livre-disque avec 6 CD (Paris, Alpha, 2011),
- Mozart. Le Quintette en ré majeur (Paris, 2013),
- Carl Philipp Emanuel Bach et l’âge de la sensibilité  (Genève, 2013).
- Passion Baroque (Paris, Fayard, 2015)  (ISBN 9782213685908)
- L'émotion musicale à l'âge baroque (Paris, Seuil, 2016),
- J.-S. Bach, l'œuvre instrumentale (Buchet-Chastel, Paris, 2018) a été distingué par une "clef d'or", décernée annuellement parmi les meilleures productions de l'année, par la revue ResMusica  (ISBN 9782283031131) (OCLC 1019660851),
- La créativité à l'œuvre chez J. S. Bach, Entretien avec Gilles Cantagrel de Anne-Laure Saives et Annie Camus (JFD Editions, 2018)  (ISBN 9782924651865),
- Sur les Traces de J.S. Bach (Paris, Buchet-Chastel, 2021).
- Bach n'a pas écrit d'opéra (Paris, Belles Lettres, 2023)  (ISBN 978-2-251-45444-3).
- Le Monde de Bach (éditions Fugue, 2023)  (ISBN 978-2-494062-28-3).

### Direction ou participation à des publications collectives
- Larousse de la musique,
- Dictionnaire des auteurs,
- Dictionnaire des œuvres,
- Encycopaedia universalis,
- Grove Dictionary of musicians.

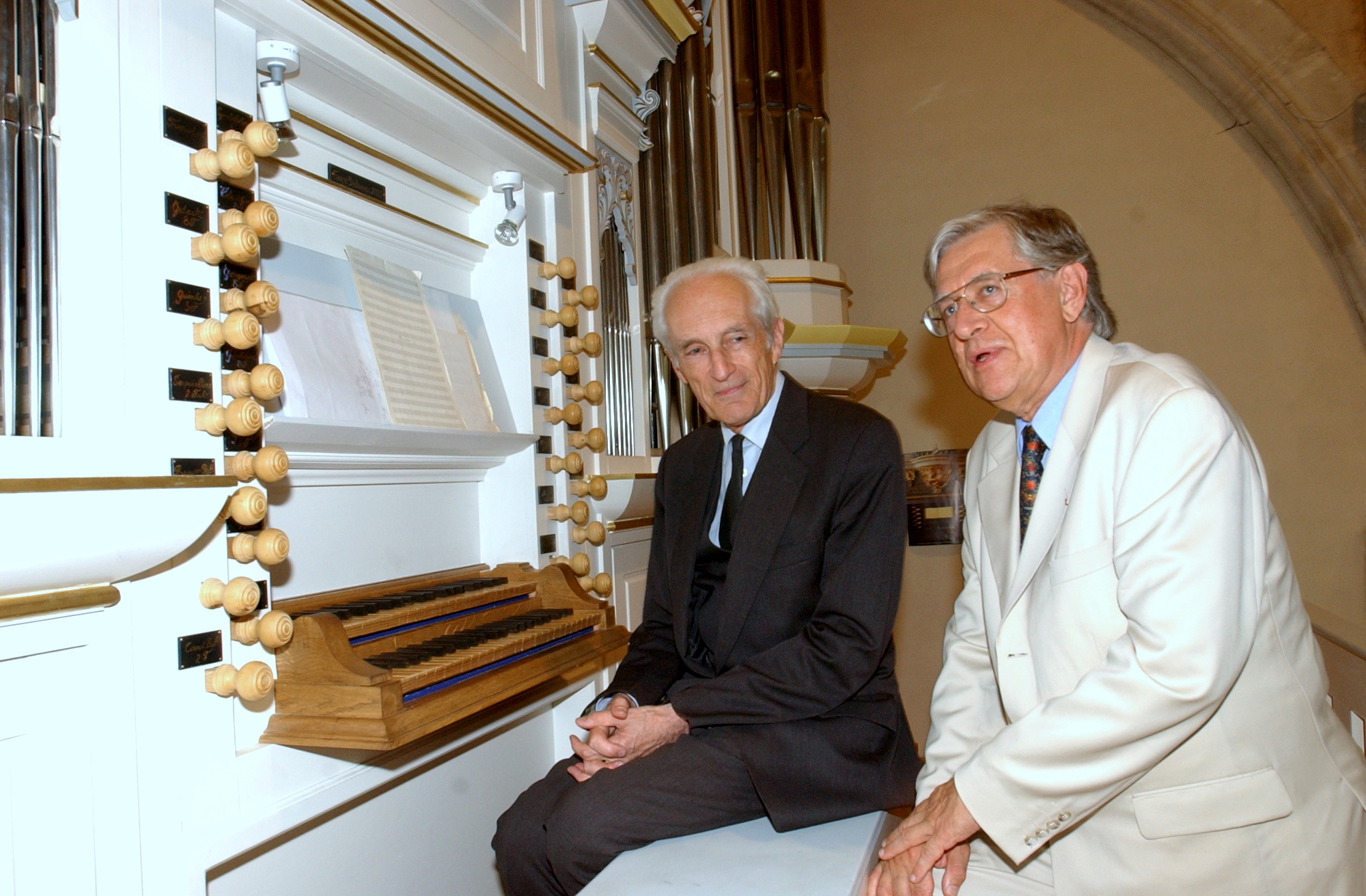
Gilles Cantagrel avec Gustav Leonhardt à Pontaumur en 2004.
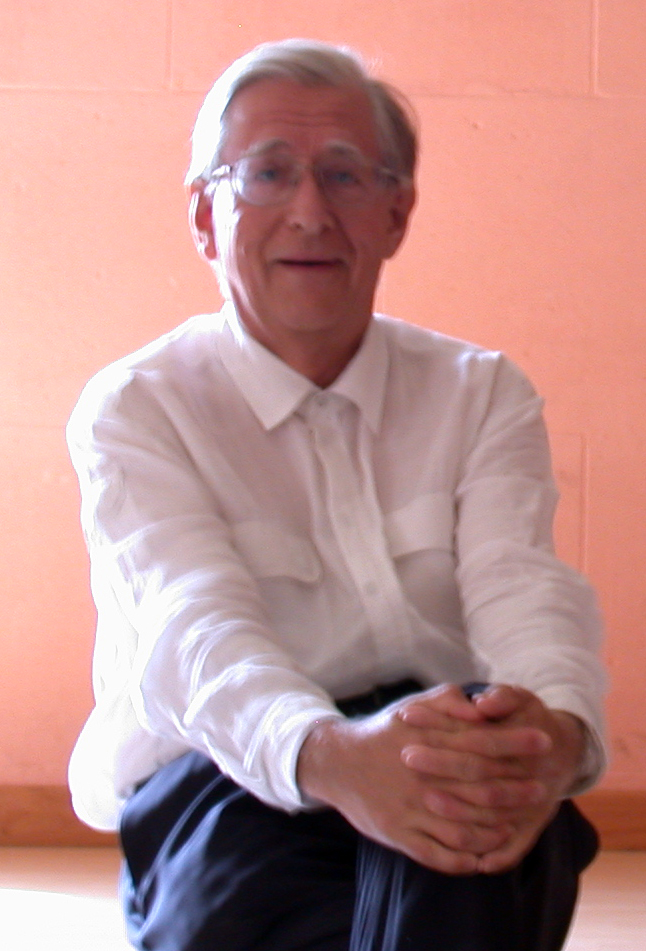
Gilles Cantagrel au Festival Bach en Combrailles en 2005
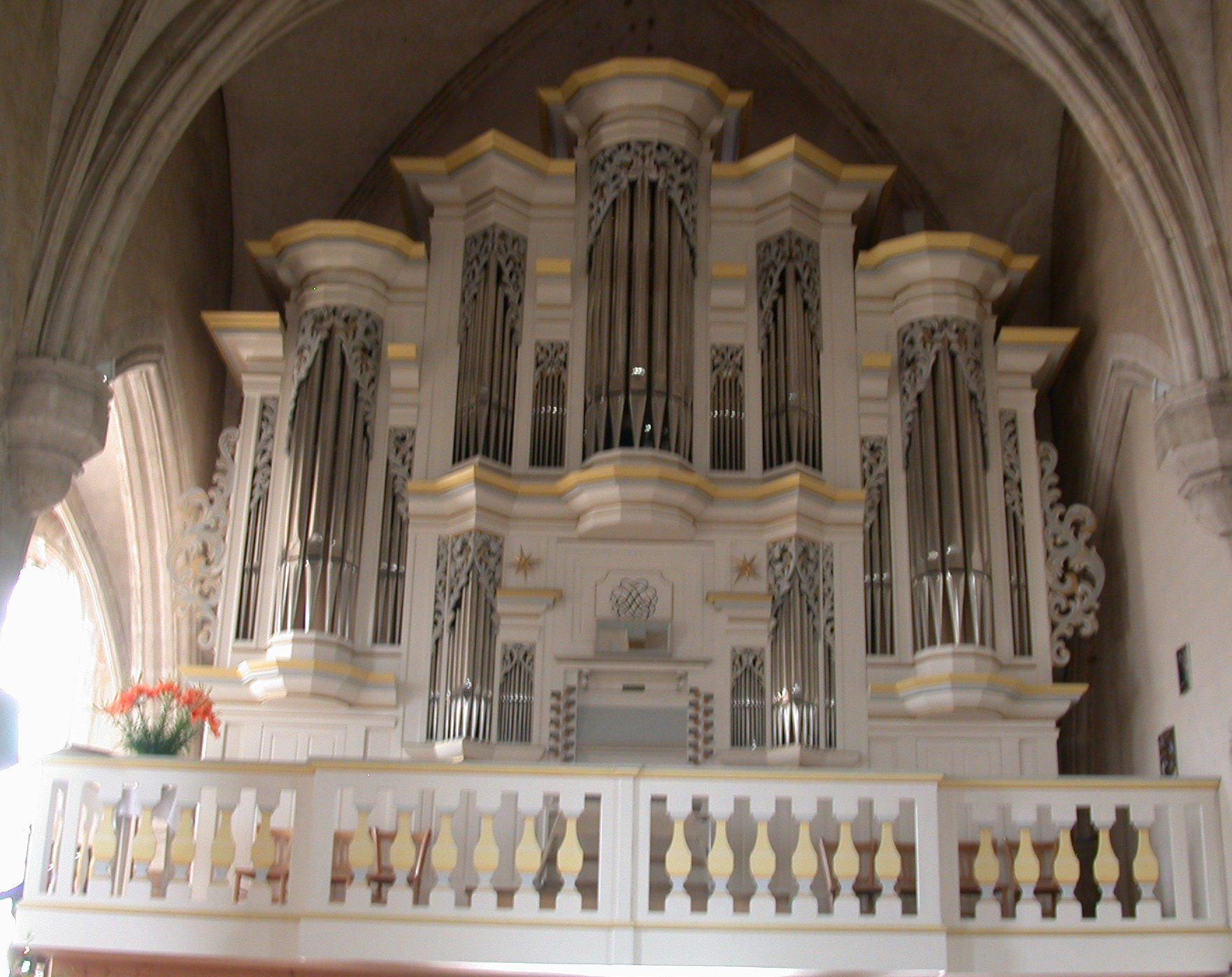
L'orgue de Pontaumur, réplique de celui d'Arnstadt (Thüringe)
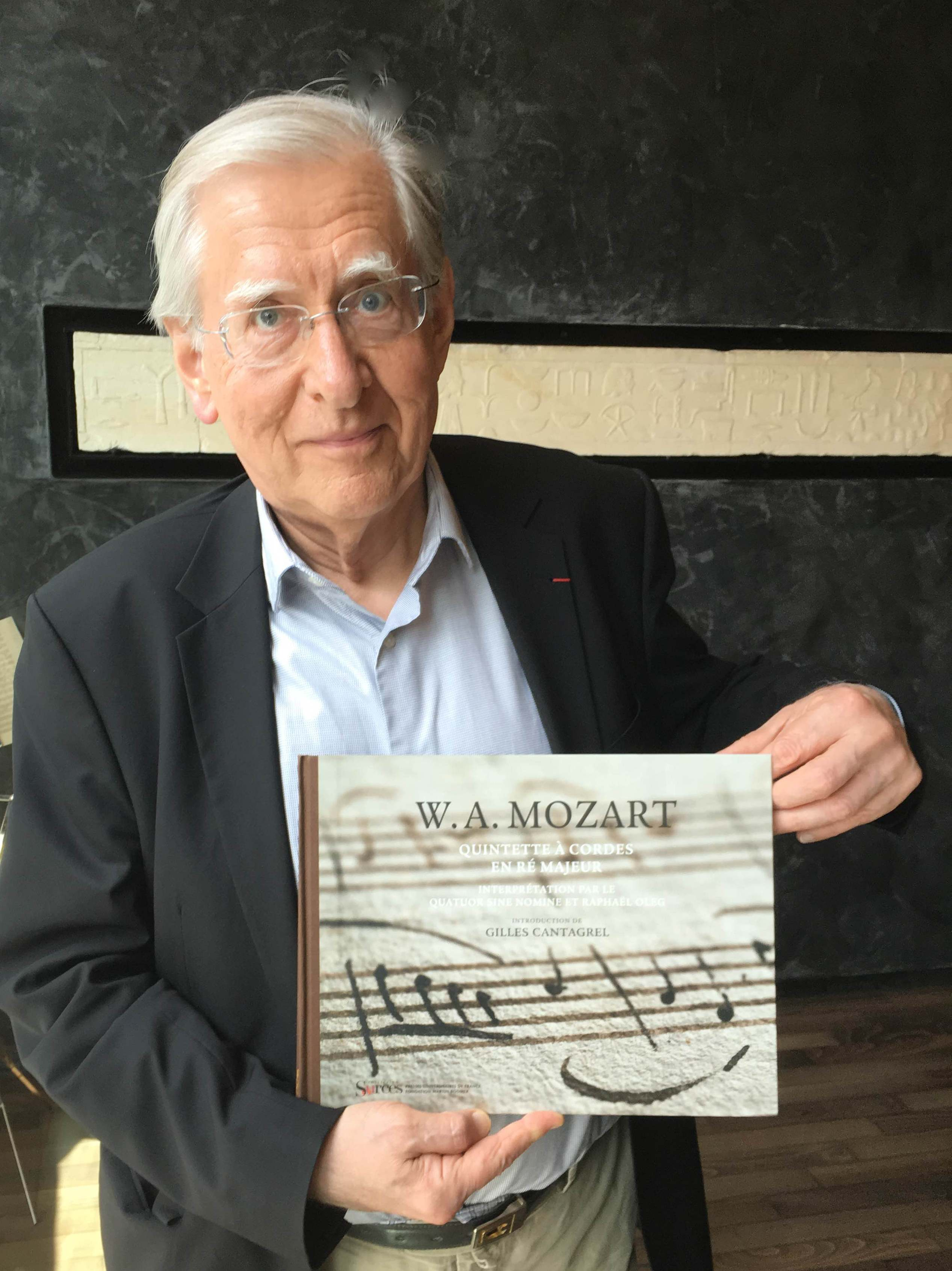
Fondation Bodmer à Genève en 2016